# Сіра акула плямохвоста
Сіра акула плямохвоста (Carcharhinus sorrah) — акула з роду Сіра акула родини сірі акули. Інші назви «чорнокінцева акула», «зграйна акула», «західноавстралійська сіра акула».

## Опис
загальна довжина досягає 1,6 м при вазі 28 кг. Звичайні розміри 1,2-1,4 м. Голова середнього розміру. Морда довга. Ніс округлий. Очі великі, круглі, з мигательною перетинкою. Носові клапани середнього розміру. На верхній щелепі зуби широкі, на нижній — вужчі, з широким корінням. У всіх зубів на крайках є зазубрини. У неї 5 пар зябрових щілин. Тулуб веретеноподібний, середньої повноти. Грудні плавці відносно маленькі, серпоподібної форми. Має 2 невеликих спинних плавця. Між ними невеличке хребтове узвишшя. Перший спинний плавець перевершує задній. Розташовано позаду грудних плавців. Задній спинний — навпроти анального плавця. Хвіст короткий. Хвостовий плавець гетероцеркальний, верхня лопать дуже довга.
Забарвлення спини сіре або сіро-коричневе. Черево має білий колір. На кінчиках грудних, спиннихплавців та нижній лопаті хвостового плавця присутні чорні плями. За це акула отримала свою назву. на голові між очима та в області зябрових щілин шкіра має золотаво-коричневий відтінок.

## Спосіб життя
Тримається на глибинах від 70 до 140 м. Здійснює вертикальні добові міграції. Вночі підіймається вище до поверхні. В рамках ареалу пересувається на відстані до 1000 м. Воліє до піщаних й дрібнокам'янистих ґрунтів, коралів. Полює переважно біля дна, бентофаг. Живиться дрібною костистою рибою, молодими акулами, скатами, кальмарами, восьминогами, каракатицями, ракоподібними та іншими донними безхребетними.
Статева зрілість настає у віці 2-3 роки та розмірі 90 см. Це живородна акула. Народження відбувається щорічно. Вагітність триває 10 місяців. Самиця народжує від 1 до 8 акуленят завдовжки 50 см.
Тривалість життя становить 5-8 років.
Є об'єктом промислового вилову. Для людини небезпеки не становить.

## Розповсюдження
Мешкає від узбережжя Єгипту (у Червоному морі) до Мозамбіку. Також зустрічається від південно-західної акваторії Індії до Таїланду і Камбоджі, біля Великих Зондських островів, Філіппін, південного Китаю, Тайваня, Соломонових островів, західної, північної та східної Австралії.